# 모젤란트 대관구
모젤란트 대관구 또는 1942년 1월 이전까지의 명칭인 코블렌츠-트리어 대관구는 1933년부터 1945년까지 있었다. 나치 독일의 대관구이다. 이 대관구는 프로이센의 라인 주만 끼고 있었으나, 1940년 독일이 룩셈부르크를 점령하며 그 영토를 대관구로 편입시켰다. 그 이전인 1931년부터 1933년까지는 나치당의 지역 조직 중 하나였다.

## 역사
원래 나치의 대관구(Gau) 조직은 1926년 5월 22일 나치당 회의에서 지역당 조직 구조 개선을 목적으로 창립한 구역이었다. 이후 1933년 나치가 독일의 권력을 장악하면서 독일의 주 단위 행정구역이 당의 대관구 행정구역으로 대체되었다. 이 대관구는 1931년 코블렌츠-트리어 대관구라는 이름으로 수립했으며, 1940년 룩셈부르크를 편입하였다. 1942년 1월 독일의 모젤강을 따서 모젤란트 대관구로 개명했다.
각 대관구를 지휘하는 대관구지휘자는 점점 더 권력이 세지면서 제2차 세계 대전 이후에는 외부에서 거의 간섭을 받지 않았다. 지역 대관구지휘자는 정당 행정 뿐 아니라 정부 직책에도 관여하여 선전 감시 등 다양한 작전을 수행했으며, 1944년 9월 이후에는 국민돌격대 소집과 각 대관구 방어작전 역할도 맡았다.
모젤란트 대관구의 대관구지휘자는 대관구 수립부터 해체까지 구스타프 지몬 한명이였으며, 프리츠 레크만이 그를 보좌했다. 그 자신의 거만함과 족벌주의로 주변 나치당원에게 인기가 없던 구스타프 지몬은 룩셈부르크의 독일화 저항운동을 강경하게 진압했다. 그는 전후 탈출을 시도했으나 1945년 12월 영국군에게 체포되어 교수형에 처해졌다.